# Luz Marina Barreto
Luz Marina Barreto Guerra (Caracas, Venezuela, 24 de julio de 1960) es una filósofa, profesora titular activa e investigadora de la Escuela de Filosofía de la Universidad Central de Venezuela, especialista en Fundamentación de la Ética, Filosofía Moral y Teoría de la Racionalidad. Su línea e investigación abarca el estudio de si hay o no incompatibilidad entre la racionalidad humana y el estar en posesión de un sentido moral, especialmente el fundamento de la ética y la moral y de la posibilidad de persuadir racionalmente a un interlocutor de la validez de un sistema de normas morales.

## Formación académica
Inició sus estudios en la Escuela de Filosofía de la Universidad Central de Venezuela, contando con Ezra Heymann como su tutor, obteniendo el título de licenciada en Filosofía magna cum laude en 1984. Entre 1990-1994, realiza sus estudios de doctorado en la Universidad Libre de Berlín, Alemania, bajo la tutela de Ernst Tugendhat y cursa un diplomado de postgrado en “Estudios avanzados de Teología” en la Universidad Católica Andrés Bello (UCAB).
También tiene inclinación hacia la música, con conocimientos en teoría y solfeo, armonía y contrapunto y siendo ejecutante de piano, clarinete, guitarra y cuatro.

## Docencia y gerencia universitaria
Como parte de sus actividades como docente, en el área de pregrado dicta cada año cursos de Introducción a la Filosofía (que examinan en qué consisten los estilos de pensamiento que definen el quehacer de los filósofos (Filosofía Teorética I) y el curso de Antropología Filosófica (Filosofía Teorética II) en el que explora, conjuntamente los estudiantes, las nociones como la libertad humana y la agencia humana. También imparte un curso sobre Teoría de la Elección Racional y un curso de Ontología Fenomenológica Contemporánea.
Para el área de postgrado en Filosofía de la Facultad de Humanidades y Educación-UCV ha dictado las cátedras de Ciencias Humanas y Concepciones del Hombre y Corrientes Contemporáneas de la Filosofía II. También ha sido docente de la cátedra de Filosofía del Derecho de la Facultad de Ciencias Jurídicas y Políticas-UCV.
A lo largo de su trayectoria dentro de la Universidad Central de Venezuela ha desempeñado diversos cargos de gerencia entre los cuales se pueden mencionar la Jefatura del Departamento de Filosofía Teorética, la Cátedra de Ontología General y la Coordinación de Extensión de la Escuela de Filosofía de la Facultad de Humanidades y Educación, la Dirección del Instituto de Filología Andrés Bello y la Coordinación del Doctorado en Filosofía. También es miembro del Comité Académico del Programa de Especialización “Enseñanza del Alemán como Lengua Extranjera y del Comité Académico del Postgrado de Estudios del Discurso
Es miembro de numerosas sociedades científicas nacionales e internacionales, a las que asiste regularmente en calidad de evaluadora y árbitro internacional de artículos y proyectos de investigación, entre ellas se encuentran la Sociedad Venezolana de Filosofía, el Centro de Estudios Filosóficos de la UCV, la Asociación Venezolana de Estudios en Filosofía Política, el Grupo Aletheia (Vigo, España) y la Sociedad Europea de Filosofía Analítica. Adicionalmente, es miembro del comité editorial de la Revista Signos Filosóficos y del comité científico de la Revista Ágora de Orcellón.

## Reconocimientos y publicaciones
Ha sido galardonada con la Orden José María Vargas, en su segunda clase y ganadora del primer premio en el Concurso de Ensayos Filosóficos Federico Riu, por su libro “El lenguaje de la modernidad” y del primer premio a la mejor investigación de la Facultad de Humanidades y Educación-UCV, por su libro “Razones morales”.
Algunas de sus publicaciones en capítulos de libros y revistas especializadas se mencionan a continuación:
- Luz Marina Barreto. “Un argumento a favor del uso de células embrionarias con fines terapéuticos”. Revista Episteme. 2001; 23(2): 95-106 (coeditora académica de este número).
- Luz Marina Barreto. “La tercera vía según Hugo Chávez”. Tharsis, UCV. 2001; (10):11-26.
- Barreto, L.M. “El suicidio asistido como problema moral y de salud pública”. Revista Araucaria, Sevilla, España. 2000; (3):2-24.[7]
- Barreto, L.M.. “Bioética y derechos humanos”. Revista Dikaiosine. 2000;  25(3-4):13-25[8][9]
- Barreto, L.M. El idioma inglés como portador de valores morales y espirituales. Postconvencionales: ética, universidad, democracia. 2015, (9), ISSN-e 2220-7333[10]
- Barreto, L.M. “Moral Reasons. Moral Motivation and the Rational Foundation of Morals”. En:  Modernity and Moral Identity, Matti Sitonen y Thomas Wallgren
- (editores). Kluver Academia Publishers. Helsinki. 2000.
- Barreto, L.M. “Semblanza del profesor Ezra Heymann”. Filosofía: Revista del postgrado de Filosofía de la Universidad de los Andes. 2014; (25):6-9.  ISSN 1315-3463.[11]
- Barreto, L.M. "Hacia una cultura política de diálogo y entendimiento". Postconvencionales: Ética, universidad, democracia. 2011; (4):1-.3. ISSN-e 2220-7333[12]